# Művészet (folyóirat, 1902–1918)
A Művészet egy 1902–1918 között Magyarországon megjelent folyóirat volt.

## Története
Az Országos Magyar Képzőművészeti Társulat adta ki. Írói a  20. század első két évtizedének olyan   kritikusai, művészei, művészeti szakírói voltak, mint Alexander Bernát, Malonyai Dezső, Rexa Dezső, Fülep Lajos, és Bölöni György. Illusztrációként szövegközti képeket, egész-oldalas színes és fekete-fehér táblákat, hasonmás- és eredeti grafikai rézkarc, litográfiai mellékleteket, a korszak ismert művészeinek alkotásait lathatjuk benne. A nagyközönség, a műgyűjtők és a művészek nagy megelégedésére.
A főszerkesztő, Lyka Károly művészettörténész, művészeti író a képzőművészeten kívül a szépirodalmat, filozófiát, a társadalomtudományokat, a zenét is taglalta. Igyekezett bemutatni a nemzetközi művészet modern megnyilvanulásait és különc alkotóit is, de a magyar művészet adta témáinak zömét.

## A korabeli sajtó így számolt be a szakfolyóirat mdgjelenéséről
„Díszesen kiállított folyóirat viseli e czímet, Lyka Károly az ismert művészeti író szerkeszti, s az Országos Képzőművészeti Társulat támogatásával kiadja Singer és Wolfner könyvkereskedése. A Képzőművészeti Társulat tagjai évdíjaik fejében kapják a folyóiratot, melyből évenként hat füzet jelenik meg 8-10 ívnyi terjedelemben. A folyóirat a magyar művészetet kívánja szolgálni, s bemutatja festőink, szobrászaink, építészeink műveit; közleményeket, képeket ad művészeink műterméből, vázlatkönyveiből. A czikkeket Lyka Károly, Diner-Dénes József, Vajda Ernő, Landor Tivadar, Gerő Ödön és Divald Kornél írták.” (Vasárnapi Ujság 1902. 8. sz.)